# Cliniodes superbalis
Cliniodes superbalis là một loài bướm đêm trong họ Crambidae.